# Republiken Reggio
Republiken Reggio var en kortlivad utbrytning av Reggio från Hertigdömet Modena och Reggio som tillkännagavs den 26 augusti 1796 av senaten i Reggio som en fransk klientstat.
Republiken varade endast i några veckor och den 16 oktober samma år införlivades republiken i den Cispadanska republiken som senare blev Cisalpinska republiken.